# Phreatia wariana
Phreatia wariana är en orkidéart som beskrevs av Rudolf Schlechter. Phreatia wariana ingår i släktet Phreatia och familjen orkidéer. Inga underarter finns listade i Catalogue of Life.